# Parque nacional de Khao Kho
El Parque nacional de Khao Kho es un área protegida del norte de Tailandia, en la provincia de Phetchabun. 
Queda a una hora al noroeste de la ciudad de Phetchabun. Originalmente, fue creada en 1995 como el parque forestal de Namtok Than Thipl. En junio de 2011, fue declarado parque nacional.
Su principal atractivo son las cascadas, la mayor de las cuales es la de Tat Fa.